# Nordiska rådets priser 2020
Nordiska rådets priser 2020 delades ut i de fem kategorierna litteratur, barn- och ungdomslitteratur, film, musik och natur och miljö. Pristagarna planerades att tillkännages hösten 2020 under en prisceremoni i Reykjavik i Island. På grund av coronapandemin ställdes den fysiska ceremonin in och priserna delades ut online.

## Pristagare och nominerade

### Barn- och ungdomslitteratur
Följande nominerades till Nordiska rådets pris för barn- och ungdomslitteratur:
| Författare                 | Illustratör                 | Svensk titel       | Ursprungstitel                               | Land                     |
| -------------------------- | --------------------------- | ------------------ | -------------------------------------------- | ------------------------ |
| Jens Mattsson              | Jenny Lucander              | Vi är Lajon!       | Vi är Lajon!                                 | Finland                  |
| Rebecca Bach-Lauritsen     | Anna Margrethe Kjærgaard    |                    | Ud af det blå                                | Danmark                  |
| Merete Pryds Helle         | Helle Vibeke Jensen         |                    | Min øjesten                                  | Danmark                  |
| Karen Anne Buljo           | Inga-Wiktoria Påve          |                    | Guovssu guovssahasat                         | Det samiska språkområdet |
| Veera Salmi                | Matti Pikkujämsä            |                    | Sorsa Aaltonen ja lentämisen oireet          | Finland                  |
| Rakel Helmsdal             |                             |                    | Loftar tú mær?                               | Färöarna                 |
| Juaaka Lyberth             | Maja-Lisa Kehlet            |                    | Orpilissat nunarsuarmi kusanarnersaat        | Grönland                 |
| Lani Yamamoto              |                             |                    | Egill spámaður                               | Island                   |
| Ragnhildur Hólmgeirsdóttir |                             |                    | Villueyjar                                   | Island                   |
| Ane Barmen                 |                             |                    | Draumar betyr ingenting                      | Norge                    |
| Åse Ombustvedt             | Marianne Gretteberg Engedal |                    | Når er jeg gammel nok til å skyte faren min? | Norge                    |
| Johan Ehn                  |                             | Hästpojkarna       | Hästpojkarna                                 | Sverige                  |
| Gabriella Sköldenberg      |                             | Trettonde sommaren | Trettonde sommaren                           | Sverige                  |
| Karin Erlandsson           |                             | Segraren           | Segraren                                     | Åland                    |

### Film
Följande nominerades till Nordiska rådets filmpris:
| Svensk titel          | Ursprungstitel             | Regissör              | Manusförfattare       | Producent                                          | Land    |
| --------------------- | -------------------------- | --------------------- | --------------------- | -------------------------------------------------- | ------- |
| Barn                  | Barn                       | Dag Johan Haugerud    | Dag Johan Haugerud    | Yngve Sæther                                       | Norge   |
| Onkel                 | Onkel                      | Frelle Petersen       | Frelle Petersen       | Marco Lorenzen                                     | Danmark |
| Hundar bär inte byxor | Koirat eivät käytä housuja | Jukka-Pekka Valkeapää | Jukka-Pekka Valkeapää | Juhana Lumme                                       | Finland |
| Bergmál               | Bergmál                    | Rúnar Rúnarsson       | Rúnar Rúnarsson       | Rúnar Rúnarsson, Live Hide, Lilja Ósk Snorradóttir | Island  |
| Charter               | Charter                    | Amanda Kernell        | Amanda Kernell        | Lars G. Lindström, Eva Åkergren                    | Sverige |

### Musik
Följande nominerades till Nordiska rådets musikpris:
| Verk | Tonsättare                         | Land     |
| --- | ---------------------------------- | -------- |
| Konsertto neljäsosasävelaskelpianolle ja kamariorkesterille (Konsert för kvartstonspiano och kammarorkester) | Sampo Haapamäki                    | Finland  |
| Songs of Doubt                                                                                               | Niels Rønsholdt                    | Danmark  |
| Symphony No. II                                                                                              | Den Sorte Skole och Karsten Fundal | Danmark  |
| Lake | 3TM                                | Finland  |
| VÍN | Janus Rasmussen                    | Färöarna |
| Inuunerup oqarfigaanga (Livet skal leves på ny)                                                              | Rasmus Lyberth                     | Grönland |
| Chernobyl | Hildur Guðnadóttir                 | Island   |
| Lendh | Veronique Vaka                     | Island   |
| Lyriske Stykker for symfoniorkester                                                                          | Ørjan Matre                        | Norge    |
| Theory of the Subject                                                                                        | Trond Reinholdtsen                 | Norge    |
| Honey | Robyn                              | Sverige  |
| Acanthes | Andrea Tarrodi                     | Sverige  |

### Natur och miljö
Följande nominerades till Nordiska rådets natur- och miljöpris:
| Initiativ                                                                      | Beskrivning                                                                            | Land     |
| ------------------------------------------------------------------------------ | -------------------------------------------------------------------------------------- | -------- |
| Jens-Kjeld Jensen                                                              | "Har i över 40 år beskrivit den biologiska mångfalden på Färöarna"                     | Färöarna |
| Dag Olav Hessen                                                                | "När god forskning och god kommunikation går hand i hand"                              | Norge    |
| Borea Adventures                                                               | "Hållbar turism som beskyddar fjällräven"                                              | Island   |
| YLE för kampanjen ”Rädda pollineraren”                                         | "Ett allvarligt ämne med ett positivt budskap"                                         | Finland  |
| Lystbækgaard, inklusive konceptet ”Vandrehyrde”                                | "Praktisk naturvård av den kustnära ljungheden, en hotad europeisk kulturlandskapstyp" | Danmark  |
| Torbjörn Eckerman                                                              | "Biodlare som håller Ålands bibestånd fritt från det skadliga varroakvalstret"         | Åland    |
| Sammanslutningen av de ekologiska lantbruksorganisationerna i Norden – Sverige | "Ekologiskt lantbruk ökar den biologiska mångfalden"                                   | Sverige  |